# SC-02C
ドコモ スマートフォン GALAXY S II SC-02C（ドコモ スマートフォン ギャラクシー エス ツー エスシー ゼロニ シー）、後のdocomo NEXT series GALAXY S II SC-02C（ドコモ ネクストシリーズ ギャラクシー エス ツー エスシー ゼロニ シー）は、韓国のサムスン電子（サムスン・テレコミュニケーションズ・ジャパン）によって開発された、NTTドコモの第3世代移動通信システム（FOMA）端末である。
ドコモ スマートフォンのひとつとして発売され、2011年冬モデル発表以降はdocomo NEXT seriesに分類されている。製品番号はSGH-N033。

## 概要
2010年10月に発売されたGALAXY S（SC-02B）の後継機種。「GALAXY S」に比べ大幅にスペックアップされたグローバルモデル「GALAXY S II」の日本向けモデル。
CPUには「GALAXY S」よりもクロックアップされたサムスン独自のデュアルコアCPU「Exynos 4 Dual」を搭載しており、デュアルコアを搭載したスマートフォンとしては国内初の機種となる。また、当初は1.0GHzと発表されていたクロック周波数は、発売時には1.2GHzへと改められた。OSは「Android 2.3.3」を搭載したことで従来に比べ大幅な動作速度の向上が図られている。
画面サイズが約4.3インチと「GALAXY S」よりもさらに大型化し、バッテリーも1650mAhと「GALAXY S」よりも1割ほど大容量化している。本体の厚さは8.9mm、重さも120gとスリムなボディを実現している。
グローバルモデルではマットな背面部の塗装には、国内モデルでは光沢感のある塗装が採用された。
ディスプレイにはサムスン独自の有機ELディスプレイ「SUPER AMOLED Plus」を採用し、「GALAXY S」に比べ実質2倍の解像度となるため、鮮明な画像を表示することができるほか、従来の「SUPER AMOLED」と比べさらなる輝度の向上や消費電力の低減を実現した。ディスプレイ表面には耐久性に優れ、傷が付きにくいコーニング社製「ゴリラガラス」を採用する。
グローバルモデルと異なりワンセグが搭載されており、録画予約にも対応する。「Gガイド番組表」アプリから視聴・録画の予約が可能なほか、持ち出し機能に対応したパソコンなどで録画した地デジ番組をmicroSDHCカードで持ち出して、外出先で試聴することも可能となっている。
センサーとしてA-GPS、Gセンサー、デジタルコンパス、光センサー、接近センサー、Wi-Fi Directなどが搭載されている。グローバルモデルに搭載されているNFCは搭載されていない。
通常のAndroid UIの他に、ドコモが開発したAndroid用のUIである「docomo Palette UI」が搭載されている。このUIを利用することで、たくさんダウンロードしたアプリなどをカテゴリ毎に整理することが可能となり、目的のアプリを簡単に見つけることができるようになる。またパレットは自分好みの色にすることができるほか、よく使うアプリを自動的に最上段に表示させることができる。またドコモ2011年夏モデルのスマートフォンの特徴でもある、iモード搭載携帯電話機能のiチャネルやBeeTV、メロディコール、ドコモ地図ナビといった機能が利用可能となっている。
通信機能としてはHSDPA14Mbpsに対応し、高速な3G通信に対応しているほか、Wi-FiはIEEE802.11a/b/g/nに対応し、最大150Mbpsの通信が利用可能となる。またWi-Fiテザリング機能にも対応したことで、本機を14Mbps対応のモバイルWi-Fiルーターとすることが可能である。
フルHD動画の撮影・再生に対応。microUSB端子からHDMIへ出力する別売のHDMI変換ケーブルSC01または各メーカーから出ているMHL変換アダプターを使うことにより、GALAXY S IIで録画した映像を対応のテレビに出力させることができる。
2012年3月26日、ドコモからAndroid 4.0へのバージョンアップが発表され、7月3日から開始された。開始直後に不具合が発覚し翌4日に提供が一時停止、8月7日から提供が再開されていた。2010年冬春モデル・2011年夏秋モデルでAndroid 4.0へバージョンアップされた機種は本機のみである。

## Android 4.0へのアップデートに伴う変更点
- フェイスアンロック(顔認識ロック解除)機能の追加
- 「Playムービー」・「災害用キット」アプリの追加
- UIの変更
  - サブメニューのリスト化
  - 設定メニューのカテゴリ分け
  - バッテリ残量表示

## メール・メッセンジャー
- spモードに対応し、iモードメールと同様@docomo.ne.jpのメールアドレスがそのまま利用可能となっている。iモードメール同様、絵文字、デコメール、デコメ絵文字も利用可能となっている。また、メールはリアルタイムプッシュで着信する。
- Android OS 2.3の特徴であるGmailの複数アカウントの同時利用が可能となる。また、Gmailはリアルタイムでプッシュ着信をする。
- 通常のメールアプリでは、複数のPOP、IMAPメールが利用可能であり、moperaメールはプッシュで着信する。
- メッセンジャーでは、Google Talkがプリインストールされている。また、マーケットからWindows Live Messengerをはじめ、様々なメッセンジャーアプリをインストールし、利用することが可能となる。

## ブラウザ
ブラウザはGoogle Chrome Liteベースのものが搭載され、Android OS 2.3の特徴でもあるFlash Player 10.2がアドオンされている。また、JavaScript（V8）もサポートされている。これにより、パソコンのブラウザとほぼ同等のフラッシュサイト、動画サイトが利用することが可能となり、ブラウザでYouTubeをはじめとした各種動画サイトが利用できる他フラッシュゲームなども動作する。

## 利用可能なアプリケーションマーケット
- Android OS標準のGoogle Playストアが利用可能となっている。
- サムスン電子が提供するアプリケーションサイトである、SAMSUNG Apps及びドコモが提供するアプリケーションサイト、dマーケットから様々なアプリケーションがダウンロードが可能となっている。

## プリインストールアプリケーション

### その他搭載アプリ
- Social Hub - メールの受信やSNSのアップデートがプッシュで受けられ、アドレス帳と連携する。
- Game Hub - ディー・エヌ・エー（DeNA）提供。怪盗ロワイヤル等のMobageコンテンツが楽しめる。
- Polaris Office - MS Officeファイルの編集、閲覧
- Evernote
- 電子書籍ストア 2Dfacto
- ドコモマーケット
- BeeTV
- iD設定アプリ
- Gmail
- Google Maps / Latitude / ナビ
- YouTube
- Google Talk
- メール
- Google検索 / ボイスサーチ
- トルカ
- Twitter
- mixi
- Facebook
- BeeTV
- E★エブリスタ
- 電話帳バックアップアプリ
- メロディコール
- iチャネル
- eBookJapan
- マガストア
- BookLive!for GALAXY
- DioDict
- ニュースと天気
- タスクマネジャー
- オリコンスタイル
- ビデオマーケット
- AllShare
- Kies air

## アクセサリー
ドコモから純正オプションとして、バッテリー内蔵ジャケットが発売されている。容量は1300mAh。

## PCとの同期
Samsung Kies（サムスンキース）といわれるPC連携ソフトをパソコンにインストールすることで、連絡先、カレンダーの編集、保存、Outlookとの同期、さらに、メールやメモ、画像、動画、音楽などの管理、編集が可能となる。またOSのバージョンアップを行う際などにも利用することとなる。

## 主な対応サービス
| 主な対応サービス                                 | 主な対応サービス                         | 主な対応サービス                       | 主な対応サービス                              |
| ------------------------------------------------ | ---------------------------------------- | -------------------------------------- | --------------------------------------------- |
| タッチパネル／加速度センサー                     | Xi／FOMAハイスピード                     | Bluetooth                              | DCMX／おサイフケータイ／赤外線／トルカ        |
| ワンセグ／モバキャス                             | メロディコール                           | テザリング                             | WiFi IEEE802.11b/g/n                          |
| GPS                                              | spモード／電話帳バックアップ             | デコメール／デコメ絵文字／デコメアニメ | iチャネル                                     |
| エリアメール／ソフトウェアーアップデート自動更新 | デジタルオーディオプレーヤー(WMA)(MP3他) | GSM／3Gローミング（WORLD WING）        | フルブラウザ／Flash Player                    |
| Google Play／dメニュー／dマーケット              | Gmail／Google Talk／YouTube／Picasa      | バーコードリーダ／名刺リーダ           | ドコモ地図ナビ／Google Maps／ストリートビュー |

## 歴史
- 2011年5月16日 - NTTドコモ、およびサムスン・テレコミュニケーションズ・ジャパンより公式発表
- 2011年5月19日 - FCC通過
- 2011年6月10日 - 予約開始
- 2011年6月23日 - 発売開始
- 2011年7月5日 - 販売台数20万台突破[3]
- 2011年8月4日 - ソフトウェアアップデート開始。以下の不具合の修正と変更がソフトウェアの更新でなされた。
  - ワンセグ視聴アプリの起動時、画面がぼやけることがある
- 2011年8月11日 - 新色Ceramic Whiteを発表 [4]
- 2011年8月24日 - Ceramic White予約開始
- 2011年9月8日 - Ceramic White発売開始
- 2011年10月20日 - ソフトウェアアップデート開始。以下の不具合の修正が行われた他，OSバージョンが2.3.3から2.3.5にバージョンアップされた。
  - ブラウザ設定が保存されないことがある
  - ブラウザで新規ページを表示する際、まれに既存のウィンドウが正常に動作しないことがある
- 2012年1月10日 - ソフトウェアアップデート開始。エリアメールに対応し、以下の不具合の修正が行われた他，OSバージョンが2.3.5から2.3.6にバージョンアップされた。
  - 動画再生中に、まれに音声が途切れる場合がある
  - 一部のソフトウェアバージョンで、テザリングが正常に終了しない場合がある
- 2012年7月3日 - Android 4.0.3へバージョンアップ開始[5]。
- 2012年7月4日 - 文字入力に不具合があるとしてAndroid 4.0.3へのバージョンアップを一時中断[6]。
- 2012年8月7日 - Android 4.0.3へのバージョンアップを再開[7]。